# Sorin Cârțu
Sorin Cârțu (n. 12 noiembrie 1955, Cornu, România) este un fost antrenor de fotbal român și fost mare jucător.
Ca fotbalist, a evoluat pe postul de atacant, câștigând de trei ori Divizia A și de patru ori Cupa României, toate cu CS Universitatea Craiova. Tot cu Universitatea, dar ca antrenor, a reușit în sezonul 1990-1991 eventul cupă-campionat.
La 10 decembrie 2004 a fost decorat cu Medalia „Meritul Sportiv” clasa I.
În perioada 2008-2010 a fost antrenorul echipei Pandurii Târgu Jiu, pe care a pregătit-o cu o pauză de șase luni, între octombrie 2009 și martie 2010. Din septembrie 2010 a pregătit-o pe CFR Cluj, de unde a fost demis pe 24 noiembrie.
Din 8 martie 2011, a fost antrenor principal al echipei Steaua București, iar demisia și-a dat-o pe 5 mai 2011.
Începând cu luna martie a anului 2019 Sorin Cârțu a fost numit președinte al echipei CS Universitatea Craiova anunțându-și în același timp retragerea din antrenorat.

## Palmares

### Jucător
Universitatea Craiova
- Divizia A: 1979–80, 1980–81
- Cupa României: 1976–77, 1977–78, 1980–81, 1982–83

#### Statistica carierei
- Divizia A: 283 meciuri – 107 goluri
- Divizia B: 82 meciuri – 27 goluri

### Antrenor
Universitatea Craiova
- Divizia A: 1990–91
- Cupa României: 1990–91

Rapid București
- Cupa României
  - Finalist: 1994–95

Extensiv Craiova
- Divizia B: 1998–99

Oțelul Galați
- Cupa României
  - Finalist: 2003–04